# Tuscolo
Tuscolo o Tusculo (in latino Tusculum) è stata una città antica del Lazio sita sui Colli Albani, nell'area dei Castelli Romani, ed abitata dai Latini e poi dai Romani.
Secondo la leggenda la città fu fondata nel X secolo a.C. da Telegono, figlio di Ulisse e Circe, e divenne uno dei principali centri della lega Latina. Dopo la sconfitta nella battaglia del lago Regillo, la città passò sotto l'influenza di Roma e divenne sede di numerose residenze estive di imperatori, senatori ed altri personaggi rilevanti tra cui Lucio Cornelio Silla, Lucio Licinio Lucullo, Tiberio, Vibia Matidia e Marco Tullio Cicerone. Durante il medioevo la città mantenne una discreta rilevanza nella politica romana, grazie alla famiglia dei Conti di Tuscolo, ma fu distrutta nel 1191 dopo aver dato rifugio alle truppe dell'imperatore Federico Barbarossa durante la sua quarta discesa in Italia, culminata con la sconfitta delle truppe papali nella battaglia di Prata Porci.
Si trattava di una città con notevoli costruzioni, abbellita da una corona di giardini e ville, soprattutto nella sua parte bassa, quella rivolta verso Roma.
Il sito archeologico della città, sparso tra i comuni di Monte Porzio Catone, Monte Compatri, Frascati e Grottaferrata, è parte del Parco archeologico culturale di Tuscolo, che si estende su un'area di circa 50 ettari di proprietà della Comunità montana Castelli Romani e Prenestini; il parco archeologico è a sua volta parte del parco regionale dei Castelli Romani.

## Storia

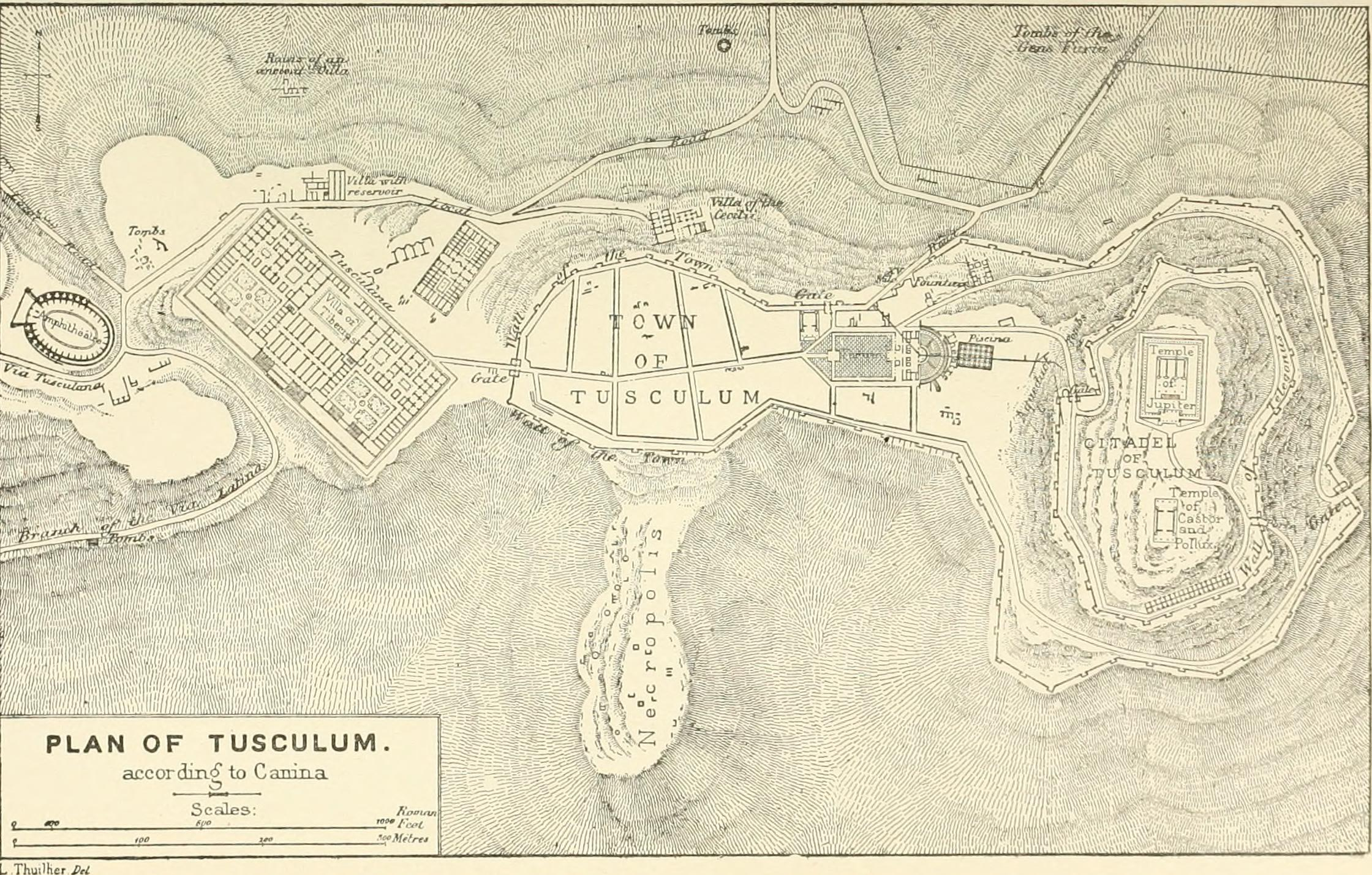
Pianta della Tuscolo romana (edito nel 1883)

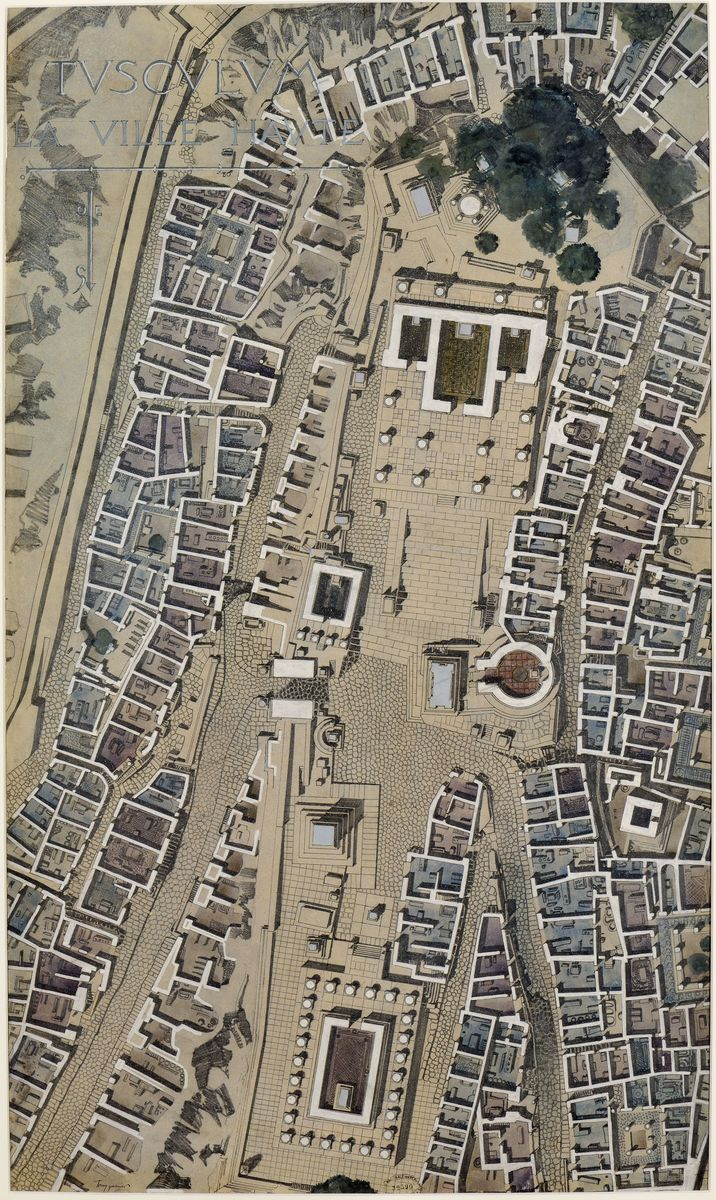
Tuscolo, Acropoli con i Templi

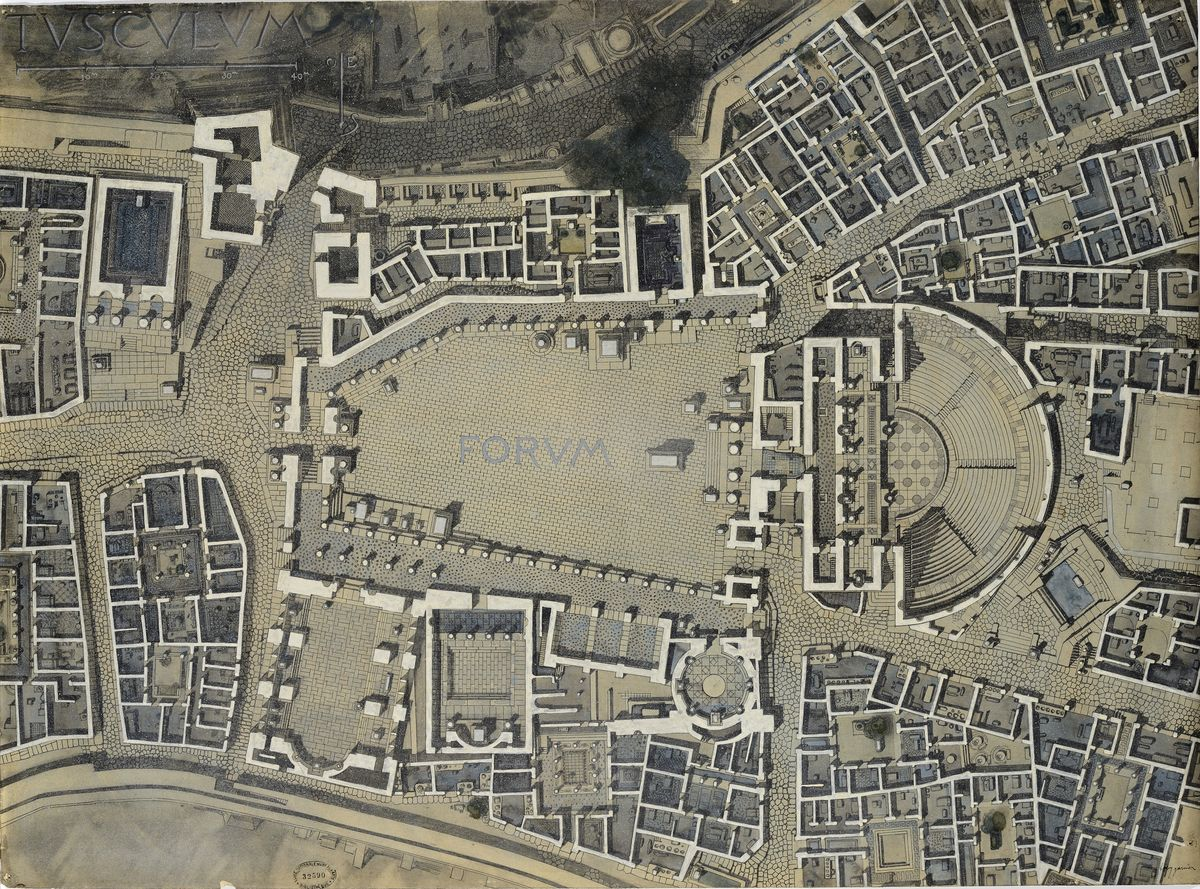
Tuscolo, Foro e Teatro

### Le origini
Il nome Tusculum allude palesemente agli Etruschi e questo suo collegamento è stato per lungo tempo dibattuto dagli studiosi con argomentazioni assai disparate e nell'insieme poco convincenti. L'ipotesi che il nome derivi semplicemente dal suo corso d'acqua, il Tuscus amnis, proposta di recente, sembra al momento la più plausibile.

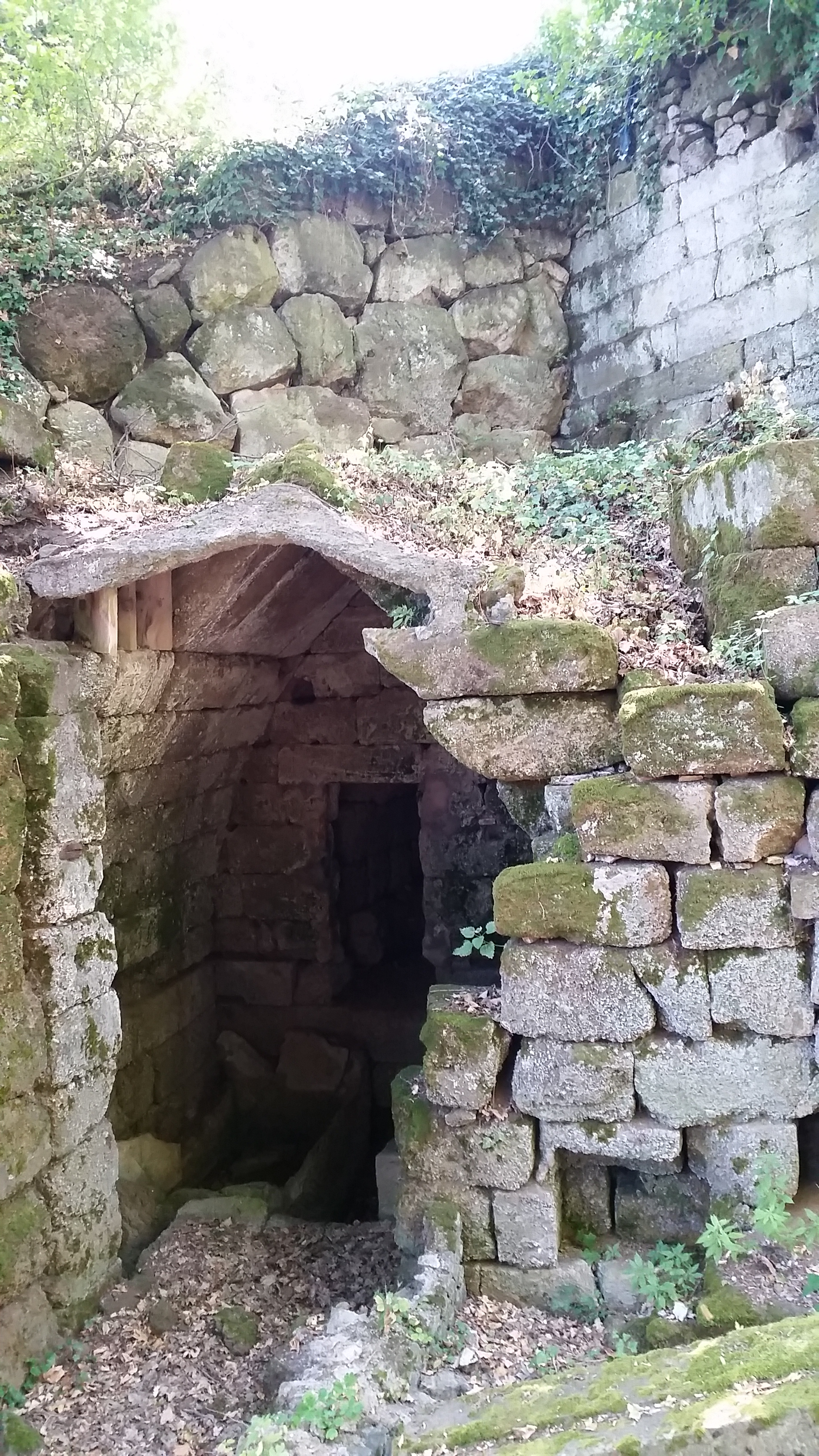
Sorgente arcaica della città e tratto delle mura poligonali c.d. "telegonie".

L'origine leggendaria di Tusculum è fatta risalire secondo la tradizione a Telegono, figlio di Ulisse, o al re latino Latino Silvio, nipote del Silvio figlio di Enea e fondatore, secondo Tito Livio, anche della maggior parte delle località antiche del Latium. Il geografo tedesco naturalizzato italiano Filippo Cluverio rifiuta queste suggestive leggende ed afferma che la città venne fondata dai Latini circa trecento anni prima della guerra di Troia.
Studi recenti hanno forse definitivamente chiarito che molte leggende legate ai Colli Albani ispirate alla nascita di Roma - a partire dai racconti sulla mitica Alba Longa fino a quelli sulla dinastia dei Silvii e della celebre storia dei gemelli fondatori Romolo e Remo - nascono nel mondo romano e si sovrappongono a preesistenti miti albani. Infatti, storie precedenti a quelle della celebre vulgata dei gemelli fondatori, interamente permeate di cultura etrusca, come quella del crudele re albano Tarchezio tramandata da Plutarco (che adombra forse la figura di un Tarquinio) e dei gemelli (che nel racconto non hanno nome) nati nel focolare della sua reggia e da lui fatti gettare nel fiume, evidentemente albano, non possono che essere ricondotte a Tuscolo e al suo corso d'acqua, il più lungo e importante del Latium vetus per regime d'acque, le cui sorgenti si annidano presso l'acropoli della città.
Quest'ultimo, probabilmente denominato Albula (nasce da Alba, cioè dai Monti Albani) già nella precedente età del bronzo, ricevette successivamente dai Latini (VI sec. a.C.) l'appellativo di Tuscus amnis "fiume etrusco" poiché lambiva, prima di gettarsi nell'Aniene e con esso nel Tevere, i territori di centri importanti quali Gabii e Collatia caduti sotto il dominio dei Tarquini, questi ultimi legati anche a Tuscolo attraverso l'alleanza matrimoniale tra Ottavio Mamilio e la figlia del re Tarquinio il Superbo. Quindi, collatini, gabini e gli stessi tuscolani - i cui territori adiacenti erano delimitati dal medesimo confine stabilito dal corso del Tuscus amnis - erano per questo denominati tusculamnes (tuscolani) lasciando intendere che anche la città Tuscolo avrebbe ricevuto dal suo fiume il curioso nome che sicuramente allude ai Tusci (etruschi). Il riferimento al Tevere, avvenuto in epoca imperiale, inteso poeticamente come Tuscus amnis o Tuscus alveus da Orazio e Tyrrhenus Thybris da Virgilio, non ha nulla a che vedere con le menzionate vicende arcaiche, poiché si riferisce unicamente alle origini etrusche del nome Tybris.
Nel territorio tuscolano sono stati rinvenuti reperti piuttosto antichi, che portano la datazione dei primi insediamenti umani all'età del rame. L'abitato vero e proprio, situato sulla sommità della dorsale vulcanica del Tuscolo, sorse attorno all'età del ferro.

### Età repubblicana

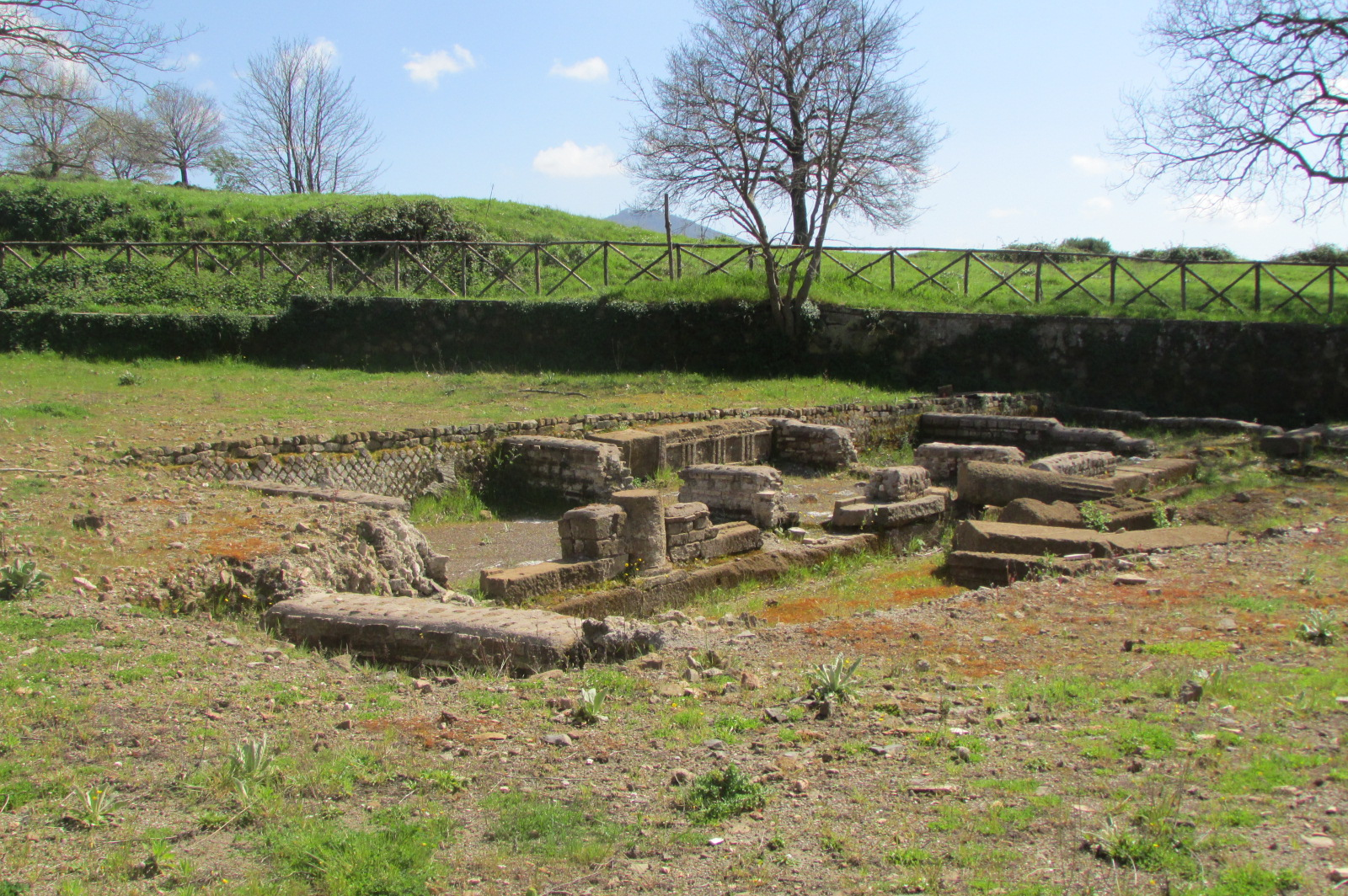
Ruderi di edifici porticati scoperti nei primi anni Duemila sotto al parcheggio dell'area archeologica.

Quando nel 509 a.C. a Roma venne rovesciato Tarquinio il Superbo e venne proclamata la Repubblica romana, l'ultimo re di Roma chiese aiuto militare al genero Ottavio Mamilio, tuscolano la cui famiglia, la gens Mamilia, vantava una discendenza diretta da Telegono. Ottavio Mamilio armò un esercito della Lega Latina e mosse incontro ai Romani affrontandoli nella battaglia del Lago Regillo (il cui sito è collocabile tra le attuali Frascati e Colonna) nel 499 o nel 496 a.C. La leggenda vuole che i Dioscuri scesero in aiuto ai Romani, ma quel che è certo è che i Latini furono sconfitti pur essendo in superiorità numerica ed Ottavio Mamilio ucciso. Allora i due popoli siglarono un accordo di parità assoluta, il foedus Cassianum, databile al 496 o al 493 a.C.
Tusculum fu alleata di Aricia, quando nel 506 a.C. gli Aricini dovettero difendersi dall'attacco loro portato dagli Etruschi, alla fine sconfitti nella battaglia di Aricia.
Nel 460 a.C. i sabini comandati da Appio Erdonio occuparono il Campidoglio. Soltanto Tuscolo, tra le città latine accorse con le sue truppe, comandate dal dittatore Lucio Mamilio, in aiuto dei Romani ed insieme alle forze del console Publio Valerio Volusi Publicola figlio di Publio Valerio Publicola, liberarono Roma.
Roma fu riconoscente ai tuscolani per l'aiuto ricevuto e conferì a Lucio Mamilio la cittadinanza romana anche perché, come scrisse Tito Livio, solo da essi ricevette aiuto "... solum auxilium Tusculanis venit".
Da quell'anno la città divenne una fedele alleata di Roma che aiutò in molte occasioni contro i suoi nemici.
Nel 459 a.C. gli Equi attaccarono Tuscolo e ne conquistarono la rocca. La riconoscenza dei romani per il determinante aiuto dato dai Tuscolani nella appena conclusa guerra servile fece muovere Roma in aiuto della città attaccata. La rocca fu riconquistata dalle truppe romane guidate da Quinto Fabio Vibulano.
Nel 381 a.C. i Romani inviano Marco Furio Camillo contro i tuscolani, colpevoli di tramare contro Roma assieme ai Volsci: Tusculum si arrende senza opporre resistenza ed ottiene la cittadinanza romana e la qualifica di municipium.
Durante la seconda guerra punica, nel 211 a.C. Annibale giunge "ad portas" e transita per la Valle Latina, senza attaccare Tusculum ed accampandosi verosimilmente nell'attuale località dei Campi d'Annibale presso Rocca di Papa.
La guerra civile romana tra Mario e Silla vide Tusculum schierata dalla parte dei populares guidati da Gaio Mario il Giovane e Gneo Papirio Carbone contro gli optimates di Lucio Cornelio Silla: dopo la battaglia di Porta Collina (82 a.C.) e la vittoria di Silla, Tusculum subì le conseguenze della sconfitta: il suo territorio fino a Bovillae venne centuriato ed assegnato ai veterani sillani, insediati verosimilmente nel municipium fortificato di Castrimoenium (l'attuale Marino).
Priva ormai di ogni rilevanza politica o militare, tanto che Cicerone la descrive come semplice municipio, Tusculum divenne sede del soggiorno estivo del patriziato romano grazie alle sue caratteristiche orografiche, all'amenità dei luoghi ed alla salubrità del clima. Sorsero a cavallo tra l'età repubblicana e quella imperiale quei famosi "Tusculani recessus" di cui parla il poeta Marco Valerio Marziale, che resero l'"ager Tusculanus" l'area più fittamente occupata da ville patrizie assieme al litorale partenopeo: si trattava di ville suburbane spesso grandiose e magnificenti che portavano il nome dei facoltosi patrizi che le fecero edificare. Tra gli altri personaggi che possedettero una villa nel territorio tuscolano in età repubblicana vanno segnalati Marco Tullio Cicerone (che qui scrisse tra l'altro le Tusculanae disputationes), Gaio Asinio Pollione, Lucio Licinio Lucullo, Aulo Gabinio, Gaio Lutazio Catulo, Marco Porcio Catone Uticense, Lucio Cornelio Silla.

### L'età imperiale

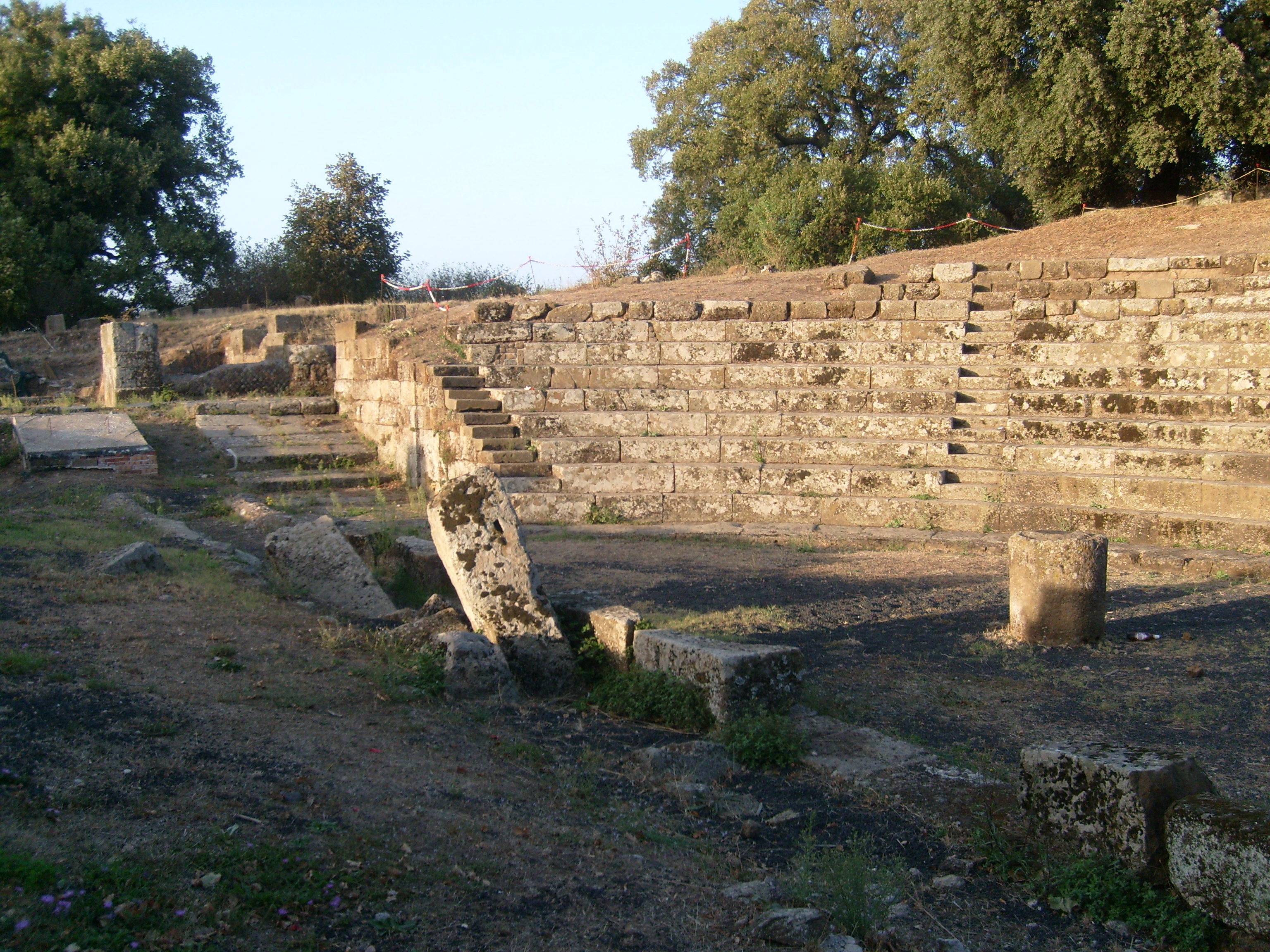
Cavea del teatro.

La tradizione cristiana vuole che a portare il Cristianesimo nei Colli Albani siano stati Pietro e Paolo: certo è che la diffusione della "buona novella" fu particolarmente rapida nel territorio tuscolano, non solo tra i ceti inferiori ma anche nel patriziato.
Nell'area tuscolana possedevano una villa (verosimilmente si trattava della stessa già appartenuta a Lucullo sui cui ruderi oggi sorge il centro di Frascati) Tito Flavio Clemente, console nel 95, e sua moglie Flavia Domitilla, nipote dell'imperatore Domiziano: Clemente fu messo a morte da Domiziano, mentre Domitilla fu esiliata, sotto una non meglio specificata accusa di ateismo, che le fonti cristiane, a partire dal IX secolo, attribuiscono a una presunta conversione dei due al Cristianesimo, ma che è rigettata dagli studiosi contemporanei.
Rimangono alcune testimonianze paleocristiane nel territorio tuscolano come le catacombe Ad Decimum al X miglio della via Latina, che contengono oltre 800 sepolture databili fino al V secolo, alcuni affreschi ed un arcosolio del III o del IV secolo, e un altro sepolcreto cristiano individuato presso il XII miglio della via Latina, anch'esso nell'attuale territorio di Grottaferrata in località Bivio.
Pare che nel 269 esistesse un "praesul Tusculanorum", ma la notizia non è considerata attendibile da molti studiosi che invece datano il primo vescovo della diocesi tuscolana, oggi rinominata come diocesi suburbicaria di Frascati, solo al 313. La sede vescovile tuttavia all'epoca era "ad Quintanas", ovvero sulla via Labicana presso l'attuale Colonna: Tusculum infatti era già in avanzato stato di decadenza, pur conservando il prestigio del proprio nome. In seguito è plausibile che la sede vescovile si spostò ancora verso Subaugusta, e nell'area tuscolana rimase un "corepiscopato" o "vescovado di campagna".
Attorno al 370 Giovanni di Cappadocia, un allievo di Basilio Magno, fondò un monastero basiliano al XV miglio della via Latina, presso l'antica mansio di Roboraria e l'attuale località di Molara: la presenza di religiosi orientali nel Lazio e nel Mezzogiorno d'Italia era all'epoca molto forte, basti pensare che nell'XI secolo si calcolavano circa 540 monasteri basiliani nelle sole regioni peninsulari meridionali più il Lazio meridionale e la Sicilia.

### L'alto Medioevo
Con la caduta dell'Impero romano anche Tusculum perse parte della propria prosperità e iniziò lentamente a decadere, pur rimanendo sempre una temibile fortezza.
Pare inoltre che l'evangelizzazione della città fosse iniziata dagli Apostoli San Pietro e San Paolo nel loro periodo di permanenza a Roma, attorno al 64 d.C.
Sull'Acropoli dell'antica città si insediò, a partire dal X secolo, la famiglia dei conti di Tuscolo, che signoreggiò per almeno un secolo su questa parte del Lazio, dall'alto della rocca tuscolana.
Nel 1004 San Nilo da Rossano arrivò a Tusculum, installandosi nel romitorio di Sant'Agnese sulle pendici del colle, e venendo accolto con tutti gli onori da Gregorio I dei conti di Tuscolo che gli cedette il terreno su cui oggi sorge l'Abbazia di San Nilo a Grottaferrata.
Nel 1167 si affrontarono sotto Tusculum, in località Prata Porci, le milizie tedesche dell'imperatore Federico Barbarossa e le truppe civiche romane, che furono sbaragliate nella battaglia di Prata Porci. I tedeschi furono ospitati dai tuscolani, e questo attirò sulla cittadina le ire dei romani che nel 1191 la presero d'assalto radendola al suolo.
Il "tenimentum tusculanum", cioè il territorio della distrutta Tusculum, venne donato al papa che procedette a distribuirlo fra varie chiese e conventi di Roma e dintorni. Oggi nell'area del vecchio tenimentum sorgono Monte Compatri, Frascati, Grottaferrata, Monte Porzio Catone.

### Dalla distruzione al Settecento
Dopo la distruzione della città di Tuscolo il suo territorio fu trasformato in zona boschiva ed a pascoli. I materiali edili degli edifici distrutti della città vennero riutilizzati dagli abitanti dei vicini paesi, che così completarono la distruzione.

## Gli scavi archeologici

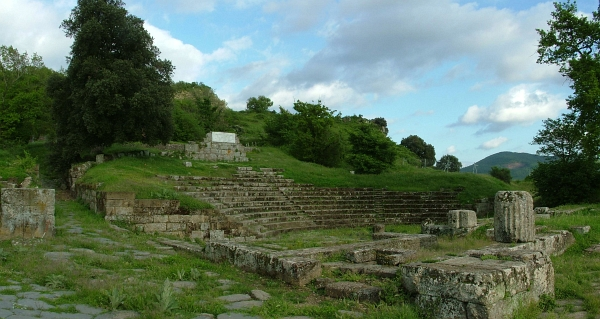
Scavi archeologici di Tusculum

Gli scavi archeologici di Tusculum sono un'area di scavo archeologico posta sul sito dell'antica città pre-romana, romana e medioevale di Tusculum, collocata sul colle del Tuscolo nei Colli Albani, e ricadente in gran parte nel comune di Monte Porzio Catone (ma in parte anche nei territori di Grottaferrata e Monte Compatri), in provincia di Roma nel Lazio, nell'area dei Castelli Romani.
Tusculum, le cui origini si fanno risalire almeno all'VIII secolo a.C., fu rasa al suolo nel 1191 e da allora abbandonata: i primi scavi iniziarono nell'Ottocento e varie campagne di scavo si sono protratte fino all'ultima, terminata nel 2001. Il sito, posto all'interno del perimetro del Parco regionale dei Castelli Romani, è attualmente di proprietà della Comunità Montana Castelli Romani e Prenestini.

### Prima metà dell'Ottocento
Nel 1806 iniziò la prima campagna di scavi archeologici nel territorio di Tuscolo finanziata da Luciano Bonaparte che risiedeva nella Villa Rufinella. I reperti archeologici scavati furono inviati in Francia e venduti sul mercato antiquario.
Nel 1825 l'archeologo Luigi Biondi riprese gli scavi archeologici su incarico della Regina Maria Cristina di Borbone-Due Sicilie, moglie di Carlo Felice re di Sardegna.
Nel 1839 e 1840 l'architetto ed archeologo Luigi Canina, chiamato dalla stessa famiglia reale, scavò l'area del Teatro di Tuscolo. I reperti scavati furono spediti al Castello ducale di Agliè in Piemonte, dove sono tuttora custoditi.
Nel 1955 e 1956 l'archeologo Maurizio Borda riprese gli scavi e scoprì una necropoli con diverse urne cinerarie.

### Fine anni Novanta-inizio Duemila

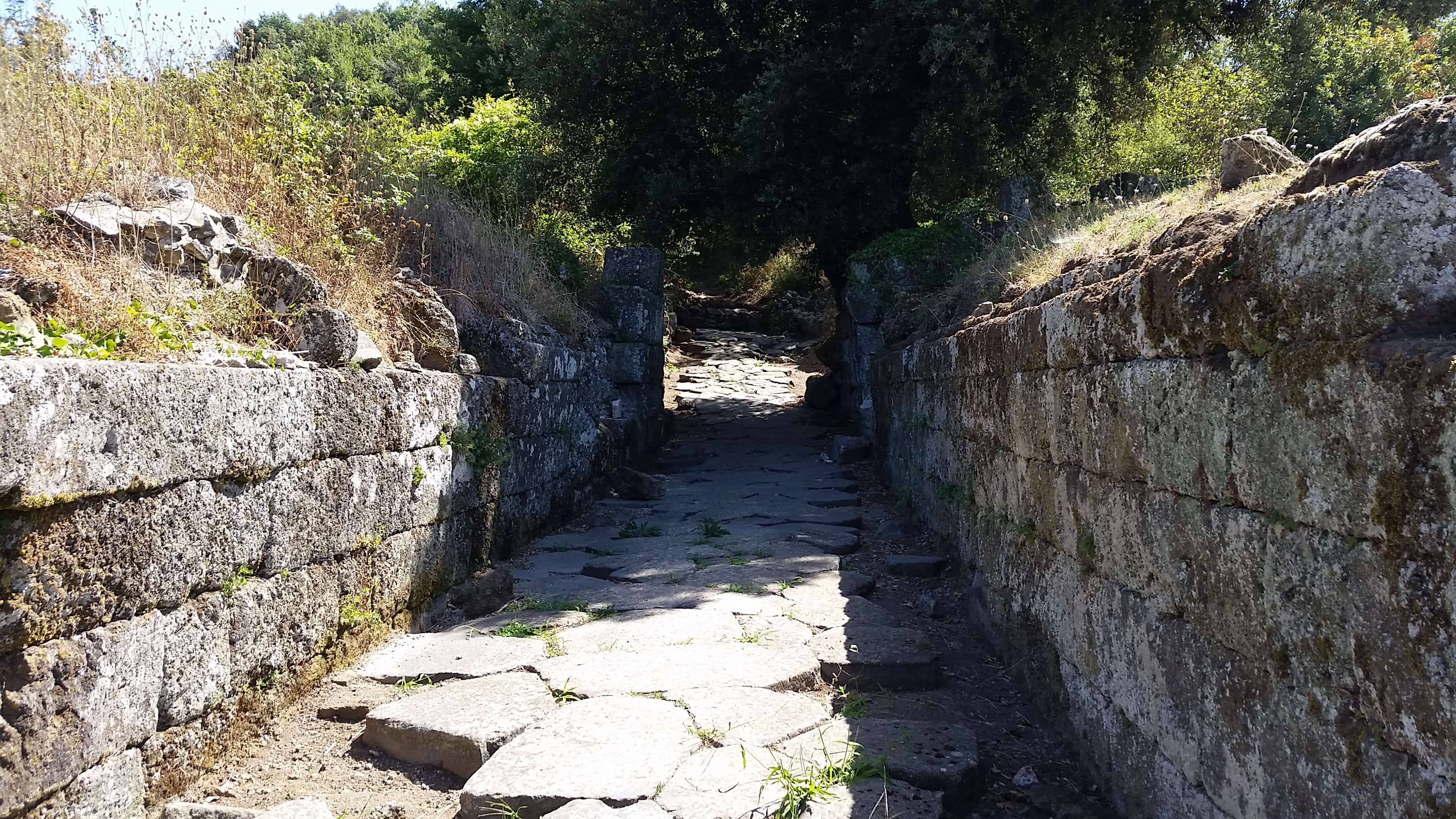
La salita all'acropoli accanto al teatro (oggi chiusa alle visite ed oggetto di scavi).

Dal 1994, dopo l'acquisto di un'area di 50 ettari intorno al Foro da parte della Comunità Montana Castelli Romani e Prenestini, sono ripartite le indagini scientifiche a Tusculum, in collaborazione con la Soprintendenza Archeologica del Lazio e l'Escuela Española de Historia y Arqueología en Roma, guidate fino al 2003 dall'archeologo di fama internazionale Xavier Dupré Raventós. La sua guida autorevole e la volontà politica della Comunità Montana hanno segnato un cambiamento epocale rispetto agli scavi del passato, avviando per la prima volta su Tuscolo un tipo di intervento puramente scientifico, come ci tiene a sottolineare il presidente dell'Ente montano Giuseppe De Righi, sotto il quale gli scavi hanno avuto l'impulso maggiore.
Le undici campagne archeologiche eseguite dagli Spagnoli con Dupré tra il 1994 e il 2005, e le successive due (tredici in totale), guidate dalla dottoressa Trinidad Tortosa che ha sostituito il professore dopo la sua prematura scomparsa nel 2006, hanno restituito all'antica città molti reperti sommersi e una serie di pubblicazioni preziose, che fanno chiarezza sulla forma di Tuscolo e le vicende storiche che l'hanno segnata. Nessun reperto è stato asportato dal sito.
L'ultima campagna di indagine, cui hanno partecipato équipe di tre università spagnole e una dell'Università di Roma La Sapienza, si è conclusa nel settembre 2009, con risultati entusiasmanti sul piano dei ritrovamenti e del completamento degli studi precedenti. L'ultima campagna è iniziata a giugno 2021, con un ampliamento dell'area di indagine alla rocca medievale, legata alle vicende dei conti di Tuscolo, signori della città fino alla sua distruzione nel 1191.

### Altre iniziative di recupero
Nel 2003 è stato recuperato al suo utilizzo il Teatro Romano di Tuscolo (I secolo a.C.) posto all'interno del Foro, dove ogni estate la Comunità Montana Castelli Romani e Prenestini ospita spettacoli di grande pregio artistico e culturale. Testimonial d'eccezione della nuova stagione teatrale di Tuscolo è il grande attore Giorgio Albertazzi, che ne ha curato l'inaugurazione con una performance tratta dalle Memorie di Adriano, e che ogni estate torna da grande protagonista a Tuscolo. Nell'agosto 2009 ha vestito i panni dell'Edipo a Colono di Sofocle, in un indimenticabile allestimento dell'Istituto Nazionale del Dramma Antico, grazie al quale anche nel 2010 arriveranno a Tuscolo le produzioni del prestigiosissimo Teatro Greco di Siracusa, come unica tappa per tutta l'Italia centrale.
Gli interventi che la Comunità Montana Castelli sta portando avanti nell'area di Tuscolo sul piano archeologico e strutturale, puntano a fare del sito un Parco archeologico-culturale di Tusculum, per la costituzione del quale già esiste già un protocollo di intesa con i Comuni di Grottaferrata, Frascati, Monte Porzio Catone e Monte Compatri, all'interno dei cui confini ricade l'area.
In tutti questi anni fino ad oggi, tra gli scavi e la gestione del sito archeologico di Tuscolo, è stato prezioso il contributo del Gruppo Archeologico Latino Latium Vetus.

### L'acropoli

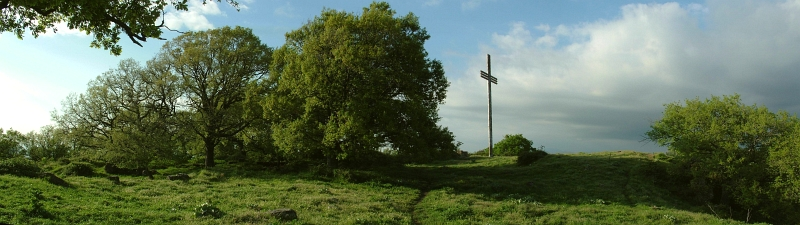
La sommità del Tuscolo con la croce

La sommità della dorsale del Tuscolo è a 670 m s.l.m. e se un tempo era la sede dell'acropoli tuscolana oggi è occupata dalla Croce del Tuscolo, un alto crocifisso che funge da punto di orientamento.
Sull'acropoli non resta praticamente nulla di antico, tranne alcune iscrizioni risalenti al I secolo a.C. rinvenute nel 1901 che fanno riferimento a due templi dedicati rispettivamente ai Dioscuri e ad Iside. Sono abbondanti in compenso i resti di età medioevale, che testimoniano come la zona fosse all'epoca intensamente abitata. Già in età antica le falde dell'acropoli furono utilizzate come cave di tufo e di selce, creando fra l'altro anche una voragine nel terreno.

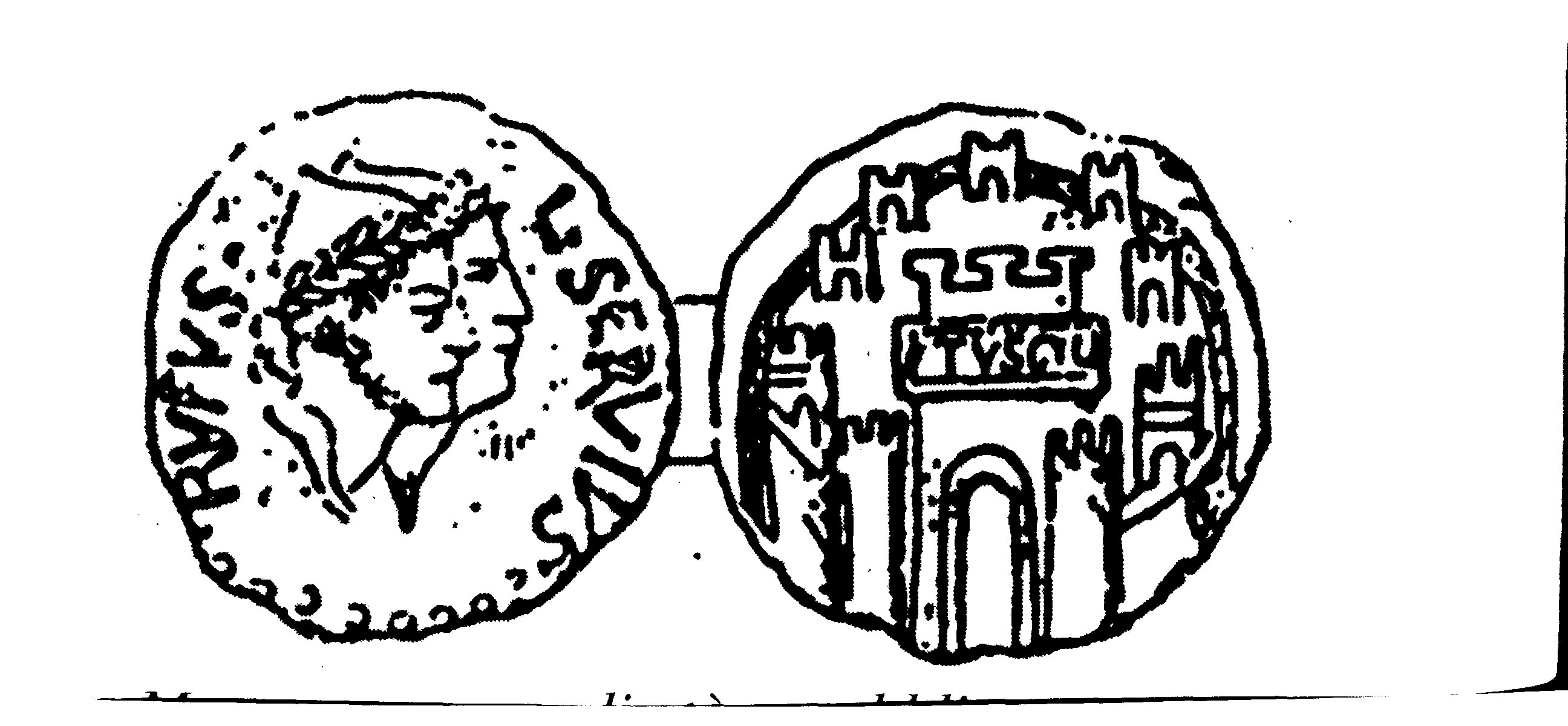
Moneta romana di Lucio Servio Rufo (44-43 a.C.) con i Dioscuri a sinistra e una raffigurazione stilizzata di Tusculum a destra.

L'intero perimetro dell'acropoli era cinto di mura, in larga parte sopravvissute per un'altezza massima di 1,5 o 2 metri: si tratta di murature in opera quadrata tufacea, in opera poligonale di selce o a doppia cortina in scaglioni di tufo e selce. Si aprivano nella cerchia dell'acropoli quattro porte, una per lato nel perimetro vagamente ellittico delle mura: la più importante, quella rivolta a nord-est verso l'abitato sottostante, era difesa da un imponente bastione in opera quadrata di tufo rafforzato in età medioevale, legato ad un lungo tratto rettilineo di mura che per oltre 30 metri correvano verso ovest.
All'interno dell'acropoli si trovano un gran numero di edifici ed abitazioni medioevali: sono delineate ancora le strade e le piazze per vasti quartieri medioevali, e si è riuscito a capire che l'asse viario più importante correva in direzione est-ovest parallelamente alle mura. Lungo quest'asse si trovano alcuni nobili edifici di età medioevale: di uno resta un tronco di facciata per l'altezza di 2 metri, per l'altro data la vastità di alcuni ambienti e la preesistenza su strutture romane si è pensato al palazzo dei conti di Tuscolo. La parte superiore dell'acropoli, quella oggi occupata dalla Croce del Tuscolo, era fortificata anch'essa e non è improbabile che proprio presso questo sito sorgesse almeno uno dei due templi antichi che dovevano esistere sull'acropoli tuscolana.

### L'abitato

#### Il foro ed il teatro

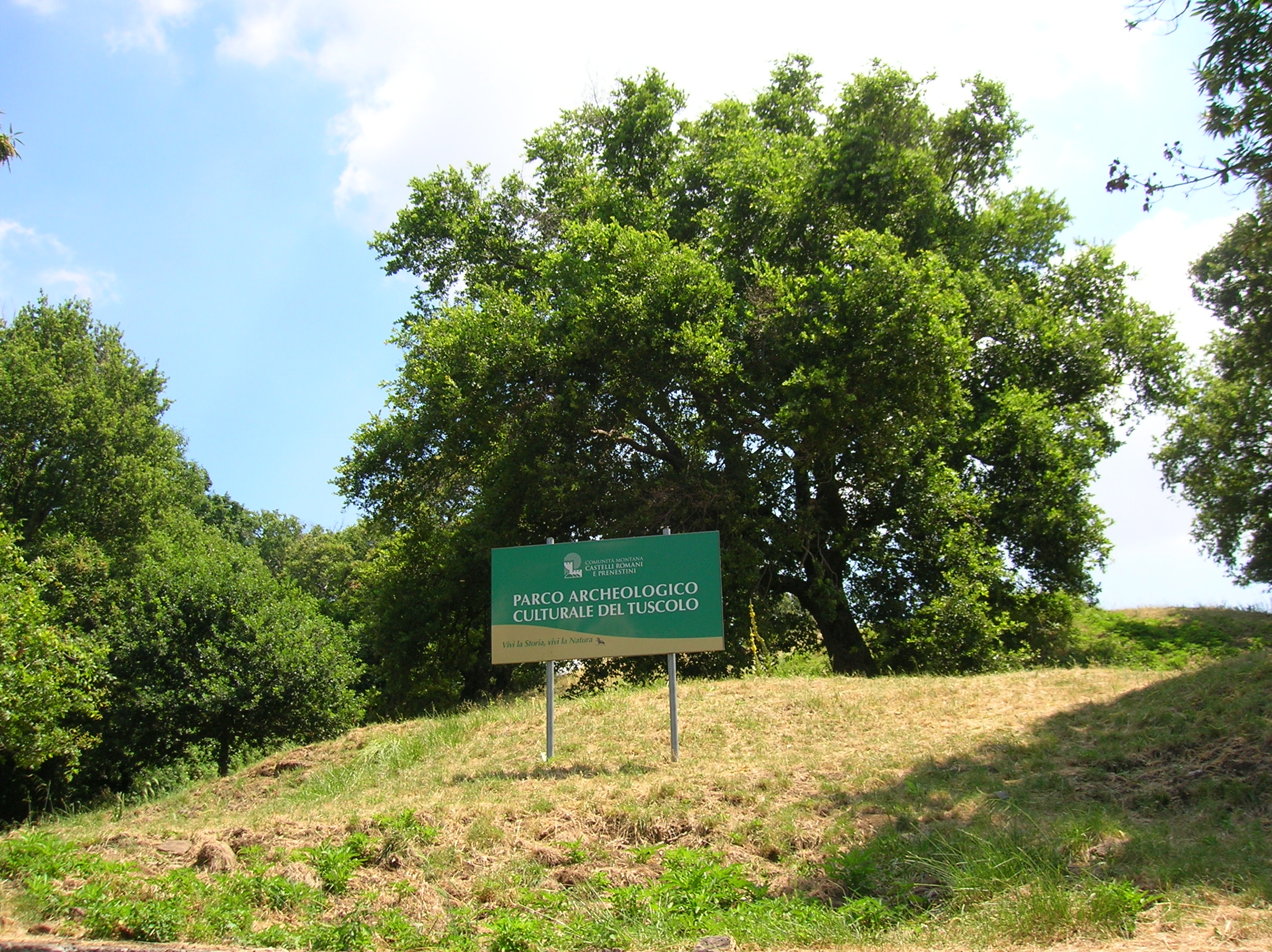
Cartello all'ingresso del Parco archeologico e culturale del Tusculum

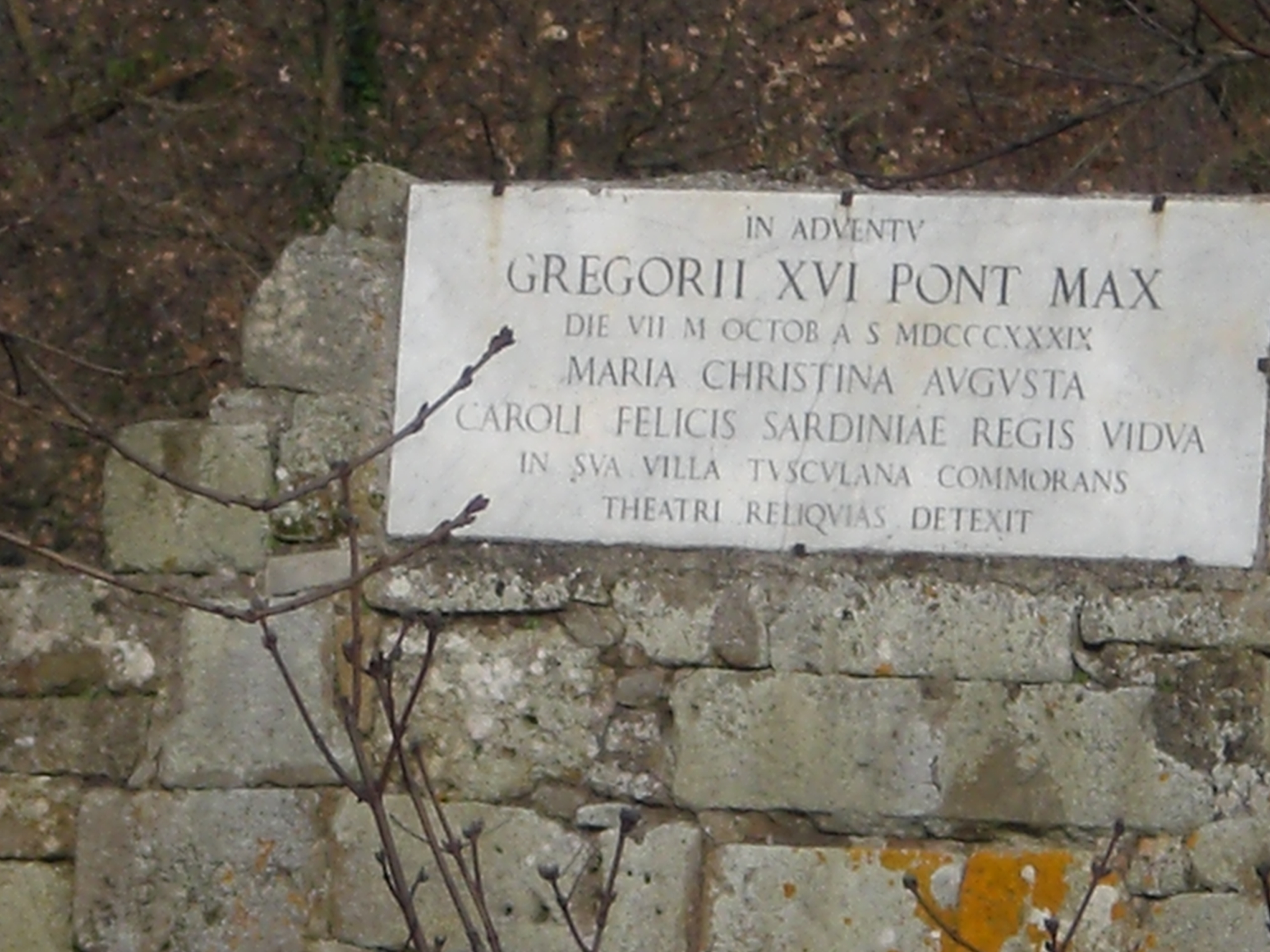
Lapide del Teatro di Tuscolo della Regina Maria Cristina.

Il foro, situato a 629 m s.l.m., costituiva la parte più monumentale della città antica, ed è stato oggetto di ripetuti scavi, gli ultimi dei quali terminati nel 2001 ad opera dell'Escuela Española de Historia y Arqueologìa en Roma. Le sue misure sono 55 metri di lunghezza per 36 di larghezza, dimensioni non eccessive per un foro se rapportate alle stesse strutture di altre città italiche o della stessa Roma.
In età arcaica il foro nacque verosimilmente come piazza di mercato posta all'incrocio tra importanti arterie al limite dell'abitato: qualcosa di simile forse al Foro Boario di Roma. Al periodo arcaico (tra VI e V secolo a.C.) risale la cosiddetta "cisterna arcaica", in realtà più probabilmente una fontana monumentale larga 2,2 metri per 2,9 e alta 3,8 metri e costruita in opera quadrata di tufo con volta ad ogiva. A valle di questa fontana si trovava, visibile fino agli anni cinquanta del Novecento, la "fontana degli edili", posta al miglio XV della strada di raccordo con la via Labicana (si noti che il miliare, descritto nell'Ottocento da Luigi Canina, oggi è sparito).
Tornando al foro, in età medio-repubblicana esso subì un'importante trasformazione in senso monumentale: gli scavi dell'Escuela Española hanno riportato alla luce nel 1998 sul lato settentrionale del foro un imponente muro di contenimento in calcestruzzo di selce risalente al III secolo a.C. parallelo alla summenzionata strada di raccordo con la Labicana lungo circa 35 metri, spesso 2,5 metri e alto 9 metri: dalla parte opposta i limiti del foro erano rappresentati da un edificio di circa 20 metri per 10 di ampiezza, che presenta sulla facciata probabili segni di colonnato, databile anch'esso al III secolo a.C. Il quadro dell'aspetto della piazza alla fine dell'età repubblicana è completato da un edificio vasto 10 per 7 metri in opera quadrata di tufo databile al V o al IV secolo a.C. già noto come Curia del senato tuscolano: l'importanza di esso è stata confermata dagli scavi del 2000-2001, che evidenziano la qualità delle murature in rapporto all'importanza dell'edificio.
Nel I secolo la piazza del foro era occupata da alcuni sacella dedicati a diverse divinità, tra cui è noto da un'epigrafe del II secolo a.C. Ercole. In età tardo-repubblicana si era assistito ad una nuova monumentalizzazione dello spazio, tramite realizzazione di canali e marciapiedi in peperino, di un edificio non meglio identificato con pavimentazione a mosaico sul lato nord del foro e con la costruzione a sud di un edificio con colonnato ad angolo identificabile con una basilica di lunghezza non inferiore a 30 metri e larghezza non superiore a 20.
In questo stesso periodo, sfruttando il pendio dell'acropoli, sul lato sud-ovest del foro sorse l'edificio più imponente dell'intero complesso ed il meglio conservato dell'intera città: il teatro. Esso rappresentava una quinta scenica di forte impatto per chi arrivava in città da nord-ovest, dato che i teatri nel mondo latino divennero stabili solo a partire dal I secolo: l'importanza di questo edificio è rappresentata dal fatto che la strada d'accesso all'acropoli venne fatta passare sotto la cavea del teatro stesso, creando una via tecta ovvero coperta. Il diametro originario dell'edificio era di 45 metri, e la capacità poteva raggiungere i 1 500 spettatori. La scena, ingrandita all'inizio dell'età imperiale fino a raggiungere i 12 metri per 35, era abbellita dalle statue di Oreste, Pilade, Telemaco, Telegono e di uno dei padri della cosiddetta "Commedia nuova", Difilo.
Proprio all'inizio dell'età imperiale il foro di Tusculum toccò il suo periodo di massimo splendore: venne realizzata la pavimentazione in pietra sperone del Tuscolo e le strade vicine furono basolate, i canali sotterrati, venne monumentalizzato anche l'accesso dal decumano massimo, e in generale l'attività edilizia di restauro continuò fino all'età della dinastia flavia. A partire dal III secolo l'area fu abbandonata, ed in epoca medioevale divenne sede di civili abitazioni e cimiteri: gli scavi ottocenteschi hanno spogliato il foro tuscolano di ogni arredo di pregio.

#### Il quartiere medioevale
Su una balza a mezzacosta della collina si trovano abbondanti resti di un quartiere medioevale, nel quale è stato recentemente scoperta anche una chiesa cristiana.

#### Case e ville sparse
- Villa dei Caecilii.[41][42]
- Villa di Caio Prastina Pacato[41][42] e dipendenze.[43][44]
- Casa con peristilio e cisterna.[43][44]
- Villa di Asinio Pollione.[31]

#### La "casa del Custode"
Edificio ottocentesco costruito con materiali di spoglio di età antica e con le pareti "tappezzate" di lapidi antiche. Presso di essa si trova una moderna edicola riproducente l'icona della Madonna di Grottaferrata, conservata anticamente a Tusculum e trasferita presso l'abbazia di Santa Maria di Grottaferrata dopo il saccheggio del 1191.

#### La cerchia muraria
La cerchia muraria antica era in opera quadrata di tufo, rafforzata in epoca medioevale con riprese in pietrame o materiale antico di spoglio e calcestruzzo. Si conservano anche due case torri.

#### La rete stradale

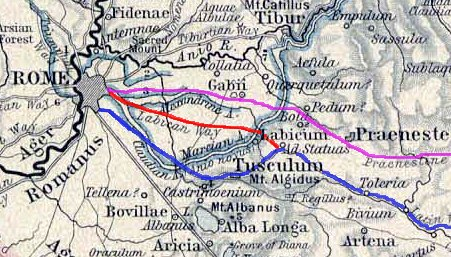
La via Labicana (in rosso) tra la via Latina (in blu) e la via Prenestina (in viola). In posizione baricentrica rispetto alle tre importanti strade romane, Tusculum.

La città era raggiungibile attraverso cinque diverticoli che iniziavano alle miglia X, XII e XV della via Latina e VII ed XI della via Labicana. Non risulta che l'attuale strada carrozabile per Frascati, costruita tra il 1952 edil 1953, ricalchi alcun tracciato antico.

### Gli edifici extra-urbani

#### L'anfiteatro
L'anfiteatro romano di Tusculum è situato fuori dalle mura, appoggiato in parte alle pendici sud-est della collina e per il resto sorretto a nord-ovest da sostruzioni in muratura. Lo scavo non è del tutto completato, gli accessi principali furono scavati nel 1820 ed il restante fu scavato nel 1867. L'impianto misura 80 metri per 53, la cavea 47 metri per 29: la portata dell'anfiteatro era di circa 3 000 spettatori. La parte inferiore dell'edificio è costruita in opera quadrata a blocchetti di peperino, la parte superiore in opera mista di reticolato a mattoni. I bolli consentono la datazione della struttura al II secolo.

#### La "villa di Cicerone" o santuario extra-urbano
Questa imponente struttura, di cui sono rimaste visibili solo le imponenti sostruzioni e parte del piano superiore (scavato dal Canina nel 1859) è stata identificata fin dal Cinquecento con la villa di Marco Tullio Cicerone, e solo in seguito con la villa di Tiberio grazie al ritrovamento di una statua acefala dell'imperatore ora conservata presso il castello ducale di Agliè ad Agliè, in provincia di Torino. Più recentemente è stata proposta l'identificazione con un santuario extra-urbano dedicato a Giove sul modello diffuso nel Lazio in età tardo-repubblicana (si pensi al tempio della Fortuna di Palestrina, al tempio di Diana Aricina a Nemi o al tempio di Giunone Sospita a Lanuvio). Di questo santuario parlano Tito Livio (XXVII 4) e Macrobio (Saturn. I 12).
Quel che è certo è che l'edificio sia riconducibile a due fasi costruttive, tra il I ed il II secolo.

#### La "via dei sepolcri"
La "via dei sepolcri" collega l'abitato all'anfiteatro, ed è lastricata. Fra i sepolcri notevoli, quello di Marco Celio Viniciano.

## Religione
È noto che a Tusculum si festeggiavano i Vinalia; Varrone racconta che sulle porte della città era scritto che non si portasse in città il vino colto nella vendemmia, prima di aver proclamato i Vinalia.